# Andrea Heim
Andrea Heim (n. 11 februarie 1961, Bergen auf Rügen, Mecklenburg-Pomerania Inferioară, RDG) este o sportivă ce a reprezentat Germania, medaliată olimpică. A participat la o ediție a Jocurilor Olimpice (1980) în care a câștigat o medalie de argint.

## Participări
Lista de mai jos prezintă principalele competiții la care a participat Andrea Heim de-a lungul carierei.
- volleyball at the 1980 Summer Olympics – women's tournament[*]